# Одинокий ковбой
Одинокий ковбой (англ. Lone Cowboy) — американський пригодницький вестерн режисера Пола Слоуна 1933 року.

## У ролях
- Джеккі Купер — Скутер О'Ніл
- Ліла Лі — Елеонор Джонс
- Джон Рей — Білл О'Ніл
- Еддісон Річардс — «Доб» Джонс
- Гевін Гордон — Джим Вестон
- Бартон МакЛейн — Дж. Дж. Бакстер
- Дж. М. Керріган — містер Каррен
- Делл Хендерсон — містер Бертон
- Джо Бартон — Лахмітник
- Вільям Ле Мейр — Бак